# Saint-Bonnet-Avalouze
Saint-Bonnet-Avalouze ist eine Ortschaft und eine ehemalige französische Gemeinde mit 191 Einwohnern (Stand 1. Januar 2022) im Département Corrèze in der Region Nouvelle-Aquitaine (vor 2016 Poitou-Charentes). Sie gehörte zum Arrondissement Tulle und zum Kanton Sainte-Fortunade. Die Einwohner nennen sich Avalouziens(nes).
Mit Wirkung vom 1. Januar 2019 wurden die ehemaligen Gemeinden Laguenne und Saint-Bonnet-Avalouze zur Commune nouvelle Laguenne-sur-Avalouze zusammengelegt und haben in der neuen Gemeinde den Status einer Commune déléguée. Der Verwaltungssitz befindet sich im Ort Laguenne.

## Geografie
Der Ort liegt im Zentralmassiv, ungefähr zehn Kilometer östlich von Tulle, der Präfektur des Départements entfernt, am Ufer des Flusses Saint-Bonnette.
Nachbarorte von Saint-Bonnet-Avalouze sind Chanac-les-Mines im Norden, Saint-Martial-de-Gimel im Nordosten, Espagnac im Südosten, Ladignac-sur-Rondelles im Süden sowie Laguenne im Südwesten.

## Wappen
Beschreibung: Rechts ein goldener Lilienzepterstern mit einem Karfunkel, links drei (2;1) silberne Zinnentürme.

## Einwohnerentwicklung
| Jahr      | 1962 | 1968 | 1975 | 1982 | 1990 | 1999 | 2007 | 2016 |
| Einwohner | 145  | 167  | 170  | 215  | 246  | 249  | 206  | 221  |